# Tettigidea empedonepia
Tettigidea empedonepia är en insektsart som beskrevs av Theodore Huntington Hubbell 1937. Tettigidea empedonepia ingår i släktet Tettigidea och familjen torngräshoppor. IUCN kategoriserar arten globalt som akut hotad. Inga underarter finns listade i Catalogue of Life.